# Коротышка (река)
Коротышка — река в Тверской области России, приток Западной Двины. Длина реки составляет 8,7 км.
Протекает по территории Шараповского сельского поселения Западнодвинского района.
Берёт начало на урочище Горивица на высоте приблизительно 200 метров над уровнем моря. Течёт в западно и южном направлении, в целом на юг. В средней части течения, у деревни Коротыша, реку пересекает автомобильная дорога 28Н-0331 Западная Двина — Первомайский.
Впадает в Западную Двину справа на высоте приблизительно 161 метр над уровнем моря.
Принимает два маленьких ручья, один из которых вытекает из озера Хотуино.